# Нечиталюк Михайло Федорович
Миха́йло Фе́дорович Нечиталю́к (нар. 3 липня 1922 — † 26 лютого 2010) — доктор філологічних наук, професор кафедри української преси факультету журналістики Львівського національного університету імені Івана Франка

## Біографія
Михайло Нечиталюк працював на факультеті журналістики з 1962 року, двічі обирався деканом.
Автор десятка підручників з історії української журналістики, досліджень публіцистики Івана Франка.
Помер у віці 88 років.